# Giorgio Raguseo

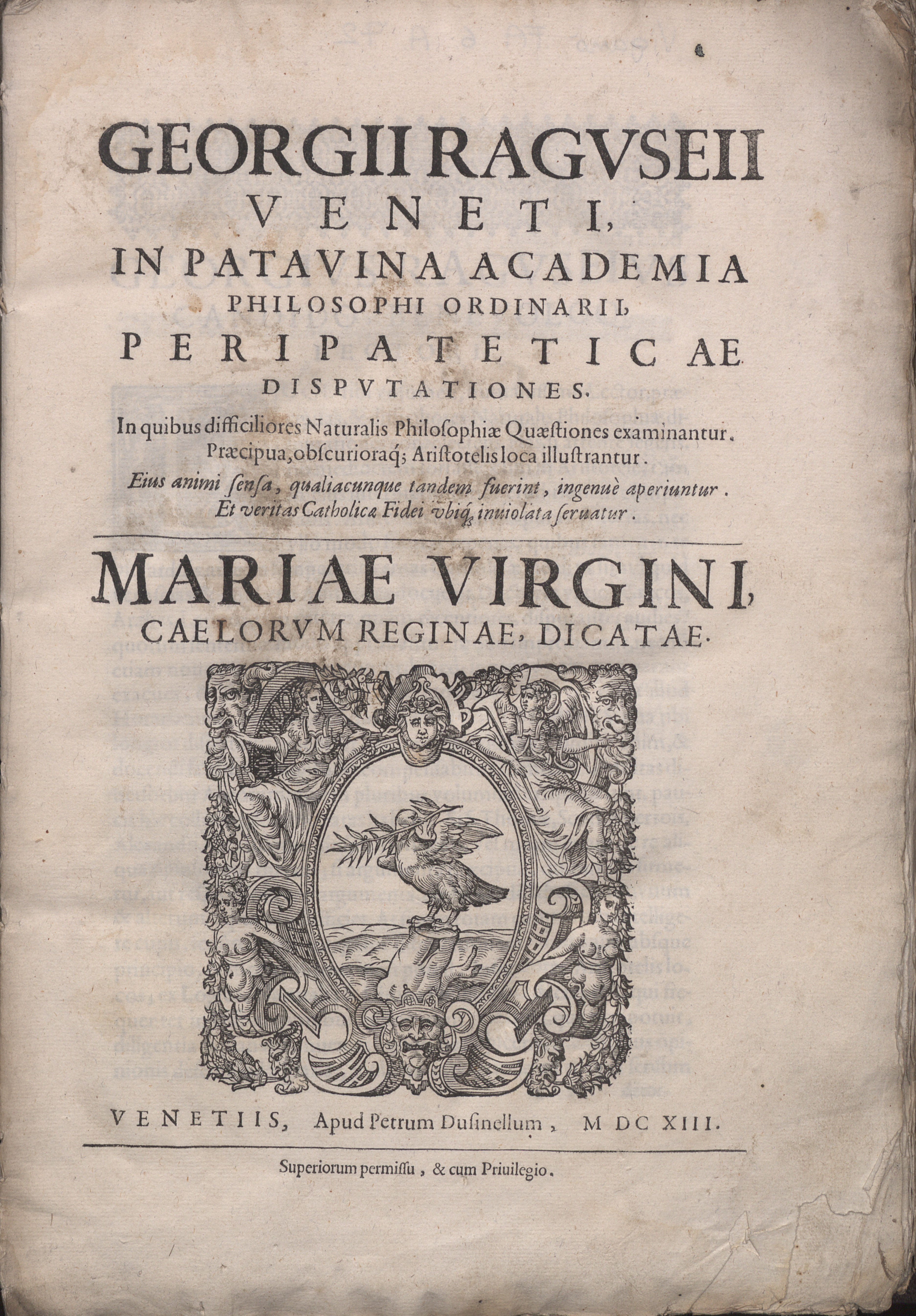
Peripateticae disputationes, 1613

Giorgio Raguseo (Ragusa, 1580 – Padova, 13 gennaio 1622) è stato un filosofo, teologo e oratore italiano della Repubblica di Venezia.

## Biografia
Nato a Ragusa di Dalmazia come figlio illegittimo, dovette mendicare prima di essere condotto a Venezia da un gentiluomo che gli diede un'istruzione. Divenne presbitero. Insegnò all'Università di Padova.
Ebbe una famosa controversia con il suo collega Cesare Cremonini sulla natura degli elementi, sul valore della storia delle interpretazioni di Aristotele e sulle questioni didattiche.

## Opere
- (LA) Peripateticae disputationes, Venetiis, Pietro Dusinelli, 1613.